# 美國競爭法
美國競爭法又稱美国创造机会以有意义地促进技术、教育和科学之卓越法是美國一项法案，目的是鼓勵研发和创新，并提高美国的竞争力。該法案由巴特·戈登草擬，并由乔治·沃克·布什总统签署；它于2007年8月9日正式生效。

## 2010年版
2010年5月29日，美国众议院決定重新授权美國競爭法。2010年7月22日，美國參議院商務、科學和交通委員會批准了《2010年美国竞争法重新授权法案》，并将其提交给参议院进行表决。
2011年1月4日，贝拉克·奥巴马总统签署了《2010年美国竞争重新授权法案》（America COMPETES Reauthorization Act of 2010），使之成为法律。

## 2022年版
2022年2月4日，美国众议院通过了《2022年美國競爭法》（America COMPETES Act of 2022）。
2022年3月29日，美國參議院通過《2022年美國競爭法》（America COMPETES Act of 2022），法案囊括多項友台條文，促進美台軍事、文化與外交等多方往來，包括支持定期軍售、允許台灣人員在美秀國旗、成立美台文化交流基金會等。